# SAGE-engine
De SAGE-engine (of Strategy Action Game Engine) is een game engine die door Westwood Studios en Electronic Arts gebruikt wordt voor real-time strategy computerspellen.

## Geschiedenis
De eerste versie was genaamd W3D (Westwood 3D), deze engine was een aangepaste versie van de SurRender 3D engine, ontwikkeld door Hybrid Graphics Ltd.. Westwood heeft deze engine gebruikt voor Emperor: Battle for Dune en later bijgewerkt voor Command & Conquer: Renegade.
Nadat Westwood opgekocht werd door Electronic Arts werd de engine hernoemd naar de huidige naam, SAGE, en verder bijgewerkt voor Command & Conquer: Generals. De rendering-component van de engine is vrijwel identiek aan de oorspronkelijke versie in W3D maar andere delen zijn wel opnieuw ontworpen en ontwikkeld.

## Spellen met de W3D engine
- Emperor: Battle for Dune
- Earth and Beyond
- Command & Conquer: Renegade
- Command & Conquer: Renegade 2 (geannuleerd)

## Spellen met de SAGE-engine
- Command & Conquer: Generals
  - Command & Conquer: Generals - Zero Hour
- The Lord of the Rings: The Battle for Middle-earth
- The Lord of the Rings: The Battle for Middle-earth II
  - The Lord of the Rings: The Battle for Middle-earth II: The Rise of the Witch-king
- Command & Conquer 3: Tiberium Wars
  - Command & Conquer 3: Kane's Wrath
- Command & Conquer: Red Alert 3
  - Command & Conquer: Red Alert 3: Uprising